# Interstice expérimental maximal de sécurité
 (octobre 2024).
L'interstice expérimental maximal de sécurité, ou IEMS, correspond à l'espace maximal dans une chambre intérieure empêchant l'inflammation du gaz ou des vapeurs présent dans la chambre lors d'une propagation d'un front de flamme au travers de la chambre,.
Cette caractéristique permet le dimensionnement des pare-flammes, élément de sécurité permettant d'éviter la propagation d'un flamme dans une tuyauterie.